# Progona pallida
Progona pallida là một loài bướm đêm thuộc phân họ Arctiinae, họ Erebidae.